# Јужна Алберта
Јужна Алберта (енгл. Southern Alberta) је географско-политичка регија која обухвата крајњи југ и југоисток канадске провинције Алберта. 
На северу се граничи са регијом Централна Алберта, на западу су подручја Великог Калгарија и Стеновитих планина Алберте, на југозападу је Британска Колумбија, на истоку провинција Саскачеван, а на југу граничи са америчком савезном државом Монтаном.
Регија обухвата северне делове подручја великих равница Северне Америке који су на западу оивичени источним обронцима Стеновитих планина. Најважнији водотоци у овом делу Алберте су Олдмен, Боу, Ред Дир и Јужни Саскачеван чије воде се интензивно користе у наводњавању плодног преријског тла. У оквиру ове регије постоје две географске подрегије Палисеров троугао и Сајпрес Хилс.
Регија има површину од око 75.500 км² и ту живи око 280.000 становника.

## Насеља
У демографском смислу, у овој регији постоје три насеља са статусом града, 23 насеља са статусом вароши, 21 насеље са статусом села, једна општина са специјалним статусом и 13 општинских округа. 
| Градови - Брукс - Летбриџ - Медисин Хат Вароши - Басано - Боу Ајланд - Кардстон - Клерсхом - Коулдејл - Коулхерст - Форт Маклауд - Гранум - Хана - Магро - Милк Ривер - Нантон - Ојен - Пикчер Бјут - Пинчер Крик - Рејмонд - Редклиф - Стејвли - Тејбер - Три Хилс - Трошу - Воксол - Валкан | Села - Ероувуд (Arrowwood) - Барнвел (Barnwell) - Баронс (Barons) - Кармангеј (Carmangay) - Сереал (Cereal) - Чемпион (Champion) - Каутс (Coutts) - Кавли (Cowley) - Дачес (Duchess) - Емпрес (Empress) - Формост (Foremost) - Гленвуд (Glenwood) - Хил Спринг (Hill Spring) - Ломонд (Lomond) - Мајло (Milo) - Ноублфорд (Nobleford) - Роузмари (Rosemary) - Стирлинг (Stirling) - Тили (Tilley) - Ворнер (Warner) - Јангстаун (Youngstown) Општина са специјалним статусом - Кроуснест Пас |